# Tartuf, o l'impostor

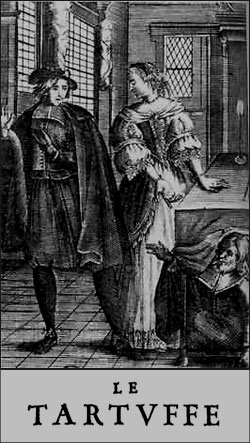
Tartuffe

Tartuf, o l'impostor (francés: Tartuffe ou l'Imposteur) és una comèdia en cinc actes de Molière que va ser representada per primera vegada al Palau de Versalles el 12 de maig de 1664. El tema és una reacció a l'augment de la popularitat de la Compagnie du Saint-Sacrement, un orde religiós secret que va ser fundat l'any 1627 i del qual Anna d'Espanya també era membre.
Encara que al rei li va agradar, Tartuf va ser prohibida sota la pressió dels devots de la Compagnie du Saint-Sacrement, acusant Molière d'impietat i de donar una imatge dolenta de la devoció i dels creients. Només l'any 1669, després de tres demandes al rei i quan l'obra va ser completament refeta, va ser autoritzada i va tenir molt d'èxit.

## Personatges
- Madame Pernelle: la mare d'Orgon. És favorable a Tartuf que, segons ella, és un personatge pietós i respectable. Des de la primera escena, Molière la desqualifica: encarna l'encegament d'una generació obsoleta. És el darrer personatge que entén el seu error.
- Orgon: marit d'Elmire i fill de la senyora Pernelle. És una persona ingènua i entestada.
- Elmire: dona d'Orgon. Al contrari que Orgon, és presentada com un personatge enterament positiu. És caracteritzada com una persona amb dos trets particulars: la discreció i l'eficàcia.
- Damis: fill d'Orgon i germà de Mariane. Té el caràcter del seu pare (colèric) i les seves accions resten ineficaces.
- Mariane: filla d'Orgon, germana de Damis i amant de Valère. És molt tímida i bastant passiva.
- Valère: amant de Mariane.
- Cléante: cunyat d'Orgon. Personatge calmat, pensatiu i intel·ligent. És per això que intenta raonar amb Tartuf a l'acte 4.
- Tartuf: devot fals. Hipòcrita.
- Dorine: criada de Mariane. Personatge ple de sentit comú i parla franca.
- Flipote : criada de la Senyora Pernelle.